# وكالة الأمن السيبراني وأمن البنية التحتية

شعار وزارة الأمن الداخلي (الولايات المتحدة)

تأسست وكالة الأمن السيبراني وأمن البنية التحتية (بالإنجليزية: Cybersecurity and Infrastructure Security Agency)‏ وتعرف اختصارا CISA في 16 نوفمبر 2018 عندما وقع الرئيس دونالد ترامب قانون وكالة الأمن السيبراني وأمن البنية التحتية لعام 2018 ليصبح قانونًا. وكالة الأمن السيبراني وأمن البنية التحتية هي وكالة فدرالية مستقلة في الولايات المتحدة تحت إشراف وزارة الأمن الداخلي (DHS). أفادت صحيفة ديلي بيست في فبراير 2019 أن اثنين من فرق العمل تم تقليص حجمهما بشكل كبير.
أنشطتها هي استمرار للمديرية الوطنية للحماية والبرامج (NPPD)، وهو برنامج أنشئ في عام 2007 داخل وزارة الأمن الوطني. تشرف وكالة الأمن السيبراني وأمن البنية التحتية على:
- قسم الأمن السيبراني
- قسم اتصالات الطوارئ
- خدمة الحماية الفيدرالية (FPS)
- قسم البنية التحتية
- المركز الوطني لإدارة المخاطر

كريستوفر كريبس، وكيل الأمين السابق للحزب الوطني الديمقراطي من أجل الديمقراطية، هو أول مدير لـوكالة الأمن السيبراني وأمن البنية التحتية، وماثيو ترافيس هو أول نائب له. يتمثل الدور المتوقع لـوكالة الأمن السيبراني وأمن البنية التحتية في تحسين الأمن السيبراني عبر جميع مستويات الحكومة، وتنسيق برامج الأمن السيبراني مع الولايات، وتحسين حماية الحكومة للأمن السيبراني ضد المتسللين من الدول والأفراد.
في 22 كانون الثاني (يناير) 2019، أصدرت وكالة الأمن السيبراني وأمن البنية التحتية أول توجيه لحالات الطوارئ (Mitigate DNS Infrastructure Tampering؛ 19-01)  تحذيرًا من أن «مهاجمًا نشطًا يستهدف المنظمات الحكومية» باستخدام تقنيات انتحال أسماء النطاقات لأداء هجمات الوسطاء. صرحت مجموعة الأبحاث FireEye أن «الأبحاث الأولية تشير إلى أن الممثل أو الجهات الفاعلة المسؤولة لها صلة بإيران».